# Grammomys macmillani
Il ratto di boscaglia di Macmillan (Grammomys macmillani  Wroughton, 1907) è un roditore della famiglia dei Muridi diffuso nell'Africa centro-orientale.

## Descrizione
Roditore di piccole dimensioni, con la lunghezza della testa e del corpo tra 85 e 139 mm, la lunghezza della coda tra 130 e 205 mm, la lunghezza del piede tra 20 e 27 mm, la lunghezza delle orecchie tra 11,0 e 22 mm e un peso fino a 60 g.

La pelliccia è soffice e setosa. Le parti superiori sono bruno-grigiastre con dei riflessi ocracei lungo la schiena. I fianchi sono grigiastri e delimitati dalle parti ventrali da una sottile linea giallo-rosa che si estende dall'avambraccio fino agli arti posteriori. Le parti inferiori e le labbra superiori sono bianche. Le zampe sono giallo-brunastre chiare. La coda è più lunga della testa e del corpo, è uniformemente brunastra, cosparsa di piccoli peli scuri e con 17 anelli di scaglie per centimetro. Le femmine hanno un paio di mammelle pettorali e 2 paia inguinali. Il cariotipo è 2n=56-76 NF=82.

## Biologia

### Comportamento
È una specie arboricola e notturna.

### Alimentazione
Si nutre di parti vegetali.

## Distribuzione e habitat
Questa specie è diffusa dalla Repubblica Democratica del Congo nord-orientale al Kenya a est e allo Zimbabwe a sud.
Vive nelle foreste, paludi e praterie alberate e talvolta anche all'interno di edifici.

## Tassonomia
Sono state riconosciute 8 sottospecie:
- G.m.macmillani : Etiopia meridionale;
- G.m.callithrix (Hatt, 1934): Repubblica Democratica del Congo nord-orientale;
- G.m.erythropygus (Setzer, 1956): Sudan del Sud meridionale;
- G.m.gazellae (Thomas, 1910): Repubblica Centrafricana meridionale;
- G.m.oblitus (Osgood, 1910): Kenya sud-orientale;
- G.m.ochraceus (Allen, 1912): Kenya centro-meridionale;
- G.m.usambarae (Matschie, 1915): Tanzania nord-orientale;
- G.m.vumbaensis (Roberts, 1938): Zimbabwe orientale, Malawi meridionale e Mozambico centro-occidentale.

Sono stati osservati esemplari anche in Sierra Leone.

## Conservazione
La IUCN Red List, considerato il vasto areale, la tolleranza alle modifiche ambientali e la popolazione numerosa, classifica G.macmillani come specie a rischio minimo (Least Concern).